# Veronika Margesin
Veronika Margesin (* 12. Mai 1963 in Tscherms, Südtirol) ist eine italienische deutschsprachige Schriftstellerin.

## Leben
Margesin wuchs als jüngstes von sechs Kindern in einer katholisch geprägten Südtiroler Bauernfamilie auf. Seit ihrer Kindheit leidet sie an einer spastischen Behinderung. Sie absolvierte die Pflichtschule in Lana und die zweijährige Handelsschule in Meran. 1978 trat sie der Legio Mariae bei. Ihr literarisches Schaffen widmet sie der bäuerlichen Kultur und dem apostolischen Wirken der Legio Mariae.

## Veröffentlichungen
- El Corderito : Alfie Lambe - Gesandter der Legion Mariens / Veronika Margesin. Legion Mariens - Senatus von Österreich, Wien 2021.
- Wie sie es mir erzählten : Roman mit historischem Hintergrund. Provinz Verlag, Bozen 2019, ISBN 978-88-99444-21-1.
- Und doch bin ich getragen. 2. Auflage. Provinz-Verlag, Bozen 2003, ISBN 88-88118-05-5.
- Mutterliebe : Roman um eine leidgeprüfte Bergbäuerin. Verl.-Gemeinschaft Anarche, Lana 1993, ISBN 978-3-930321-01-8.